# Amechana
Amechana es un género de escarabajos longicornios de la tribu Lamiini.

## Distribución
Se distribuye por Asia.

## Especies
- Amechana javanica Breuning, 1943
- Amechana nobilis Thomson, 1864